# Ljusterö

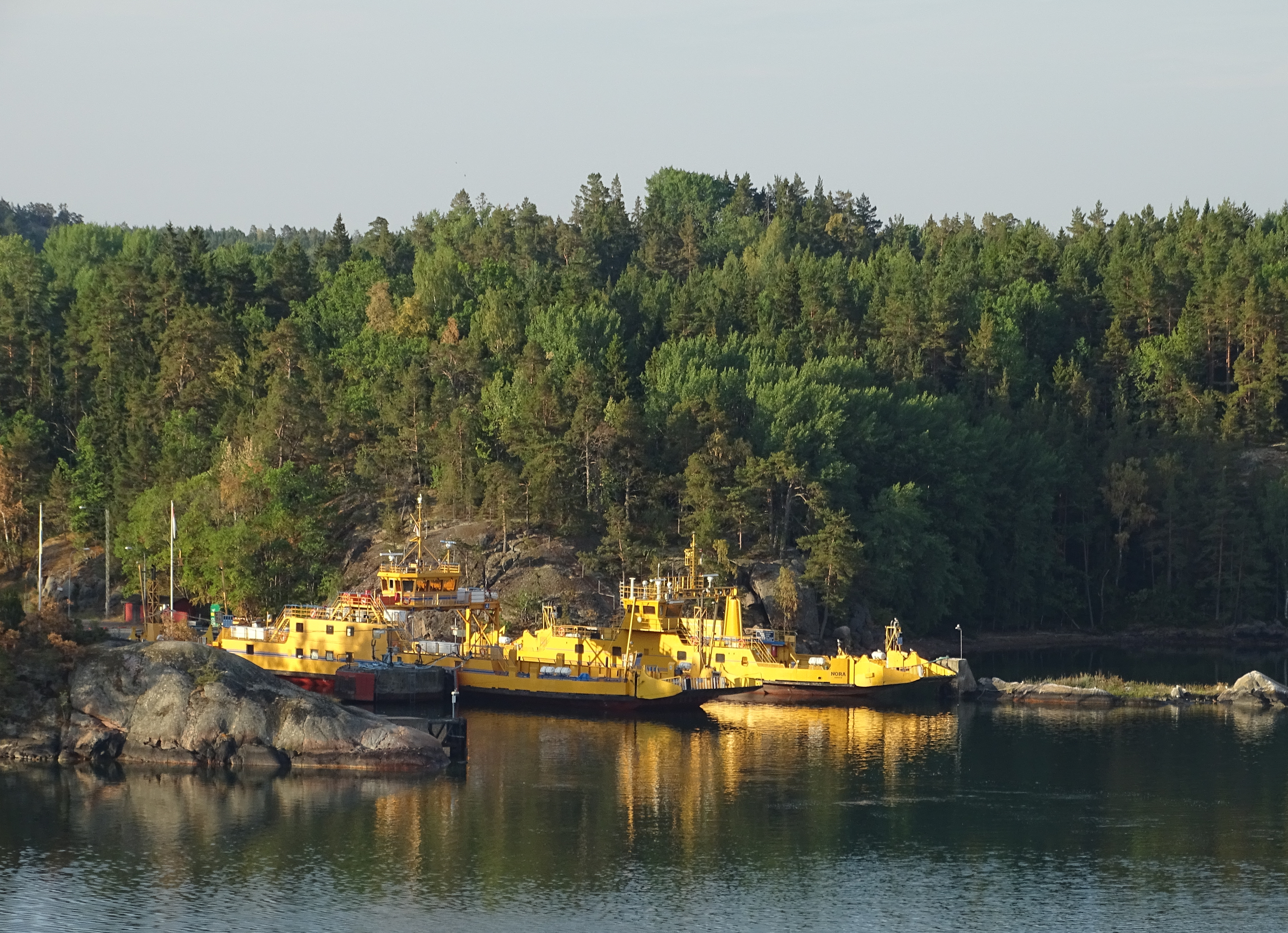
Ferry Ljusterö-Östanå

Ljusterö ( pronúncia) é uma ilha do arquipélago de Estocolmo, perto da costa da província histórica da Uplândia. Pertence ao município de Österåker, no Condado de Estocolmo. Tem uma área de 62 km 2, e uma população de 1331 habitantes (1995).